# Haakmosvlieskelkje
Het haakmosvlieskelkje (Bryoscyphus rhytidiadelphi) is een schimmel behorend tot de familie Helotiaceae.

## Kenmerken
De apothecia zijn wit en gesteeld, en komen voor op de vaak bruine stelen. De schimmel is klein, met een hoogte van 0,7 mm en een breedte van 0,5 mm. De asci hebben afmetingen van 110-130 × 9-10 µm. De ascosporen zijn 12-15 × 5-6 µm. De parafysen zijn gevuld met refractieve vacuolen.

## Verspreiding
Het haakmosvlieskelkje komt in Nederland zeldzaam voor.